# Criquetot-sur-Longueville
 Criquetot-sur-Longueville  es una población y comuna francesa, en la región de Alta Normandía, departamento de Sena Marítimo, en el distrito de Dieppe y cantón de Longueville-sur-Scie.

## Demografía
| 150 | 160 | 137 | 163 | 153 | 159 |
| Para los censos de 1962 a 1999 la población legal corresponde a la población sin duplicidades (Fuente: INSEE [Consultar]) |     |     |     |     |     |